# Brignoliella delphina
Espèce
Brignoliella delphina est une espèce d'araignées aranéomorphes de la famille des Tetrablemmidae.

## Distribution
Cette espèce est endémique de Nouvelle-Guinée occidentale en Indonésie,.

## Description
Le mâle holotype mesure 1,08 mm et la femelle paratype 1,04 mm.

## Publication originale
- Deeleman-Reinhold, 1980 : Contribution to the knowledge of the southeast Asian spiders of the families Pacullidae and Tetrablemmidae. Zoologische Mededelingen, vol. 56, p. 65-82 (texte intégral).